# جزیره وستهام

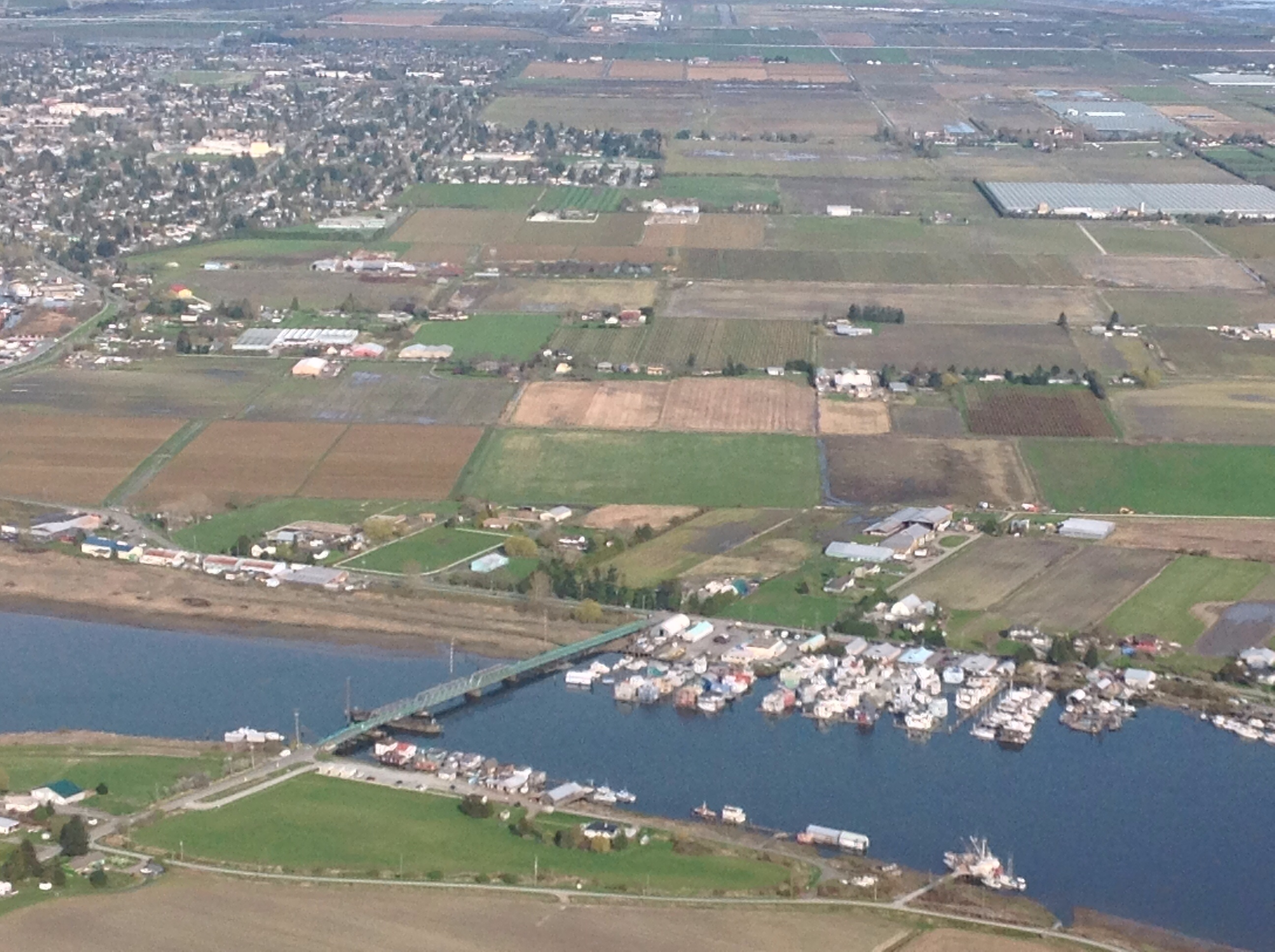
نمایی از جزیره وستهام واقع در نزدیکی لدنر، بریتیش کلمبیا، کانادا - ۲۰۱۴

جزیره وستهام (انگلیسی: Westham Island) یک جزیره عظیم واقع در نزدیکی لدنر، بریتیش کلمبیا، بریتیش کلمبیا، کانادا در داخل شهر دلتا، بریتیش کلمبیا است که به نوبه خود بخشی از ونکوور بزرگ است.